# Santa Maria Mater Misericordiae a Via Latina
Santa Maria Mater Misericordiae a Via Latina, även benämnd Cappella Mater Misericordiae, är en kyrkobyggnad i Rom, helgad åt Jungfru Maria. Kyrkan är belägen vid Via Latina i quartiere Appio-Latino och tillhör församlingen Santa Caterina da Siena.

## Beskrivning
Kyrkan uppfördes år 1936 i nyromansk stil. Ovanför kyrkans portal sitter en relief som föreställer Jungfru Maria och Jesusbarnet flankerade av änglar. Interiören är enskeppig med absid. Absiden har en monumental fresk som föreställer Barmhärtighetens Moder.

## Kommunikationer
- Tunnelbanestation Ponte Lungo – Roms tunnelbana, linje
- Busshållplats Acaia – Roms bussnät, linjerna 77 360